# Bitwa pod Witaszewem

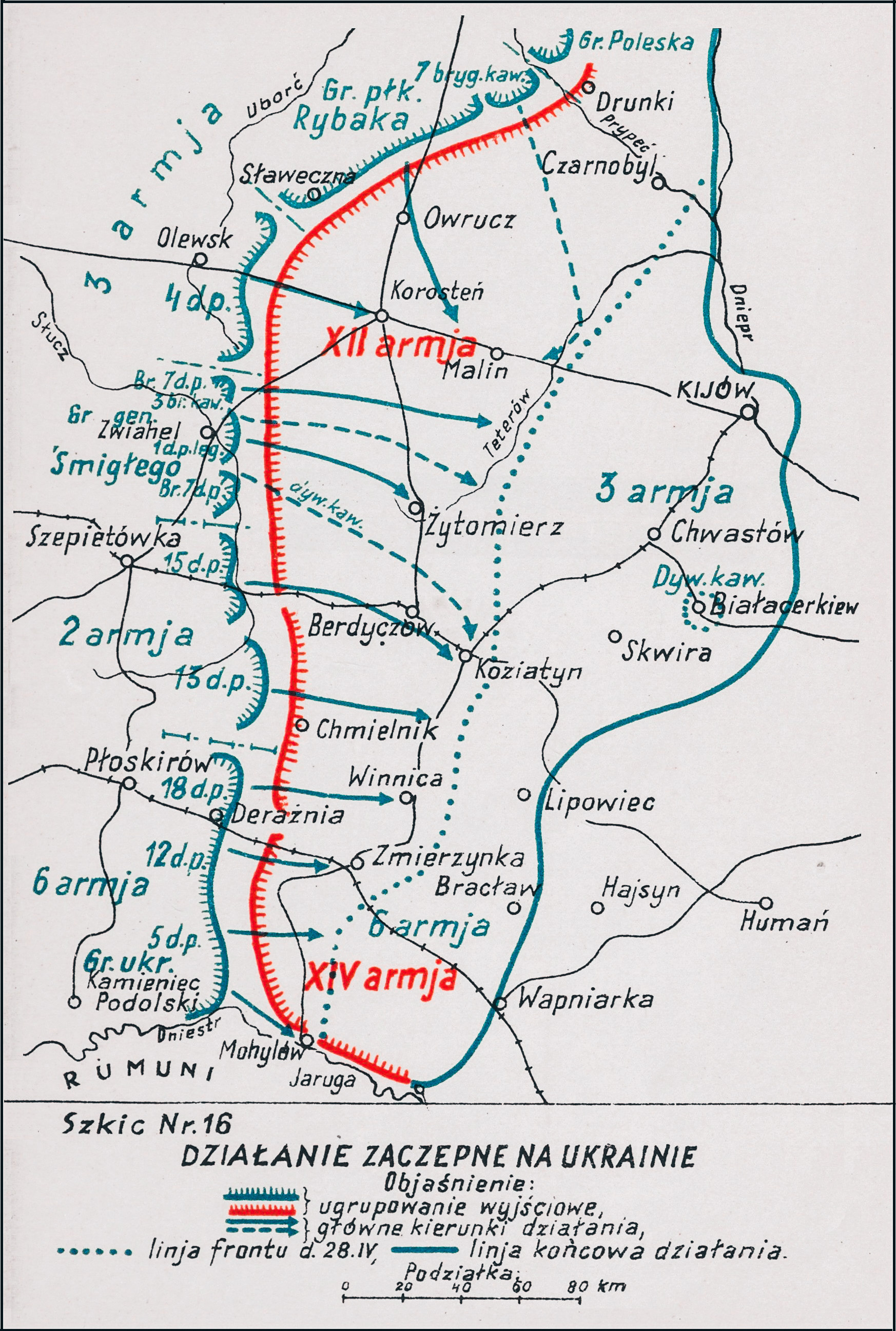
Adam Przybylski,
Wojna polska 1918–1921

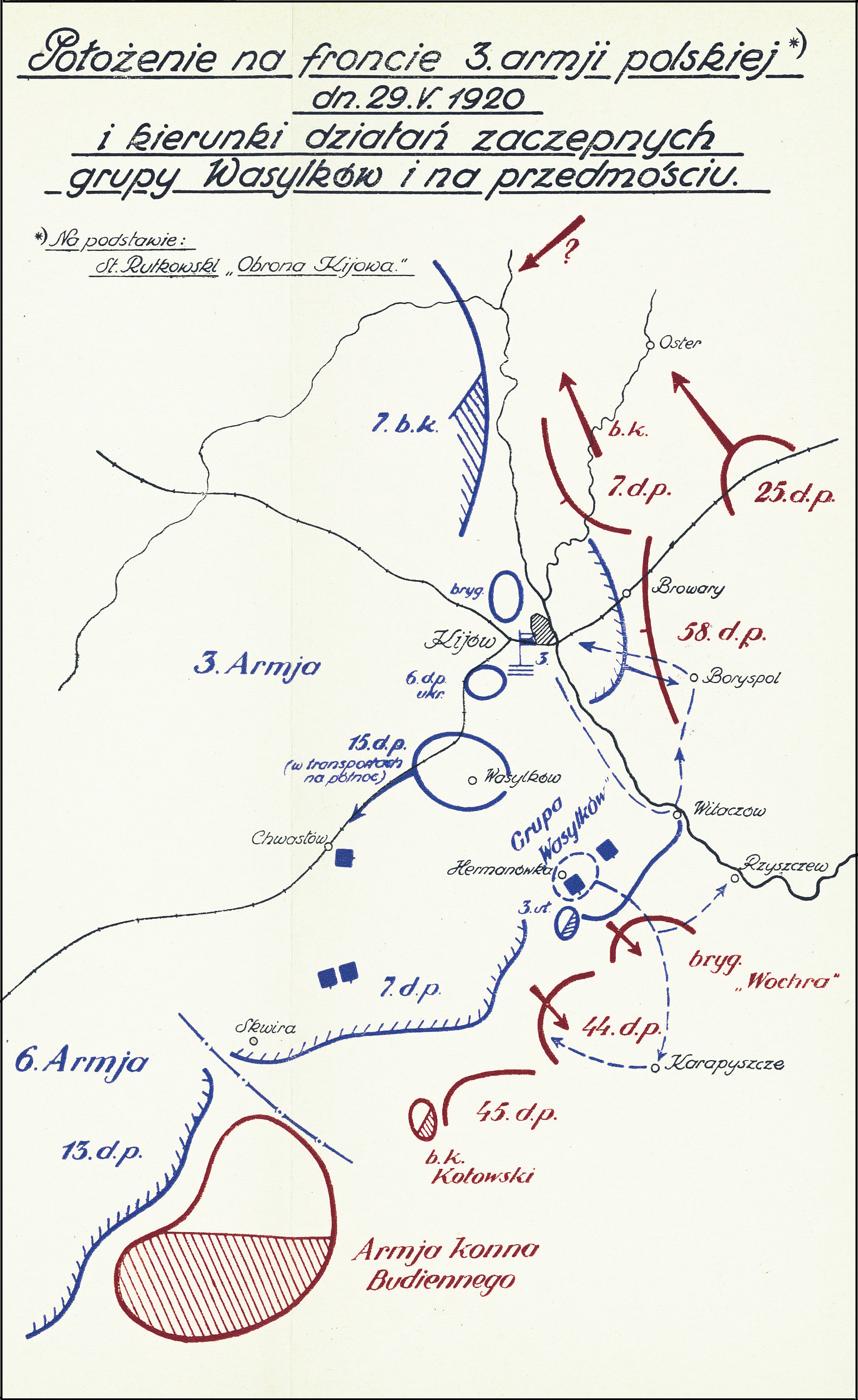
Gen. Tadeusz Kutrzeba,
Wyprawa kijowska 1920 roku

Bitwa pod Witaszewem (Witaczewem, Wityczewem) – walki polskiej grupy „Wasylków" z międzynarodowym pułkiem strzelców Armii Czerwonej oraz oddziałem tzw. czerwonych komunistów toczone w okresie II fazy operacji kijowskiej w czasie wojny polsko-bolszewickiej.

## Geneza
25 kwietnia rozpoczęła się polska ofensywa na Ukrainie. Zgrupowane na froncie od Starej Uszycy nad Dniestrem po Prypeć trzy polskie armie uderzyły na wschód.
Po stronie sowieckiej broniły się sowieckie 12 Armia Siergieja Mieżeninowa w składzie 7., 44. i 58 DS oraz 17 DK, która osłaniała kierunek kijowski i białocerkiewski, a na lewym skrzydle 14 Armia Ijeronima Uborewicza w składzie 21., 41., 45. i 60 DS oraz 8 DK, broniąca kierunku Żmerynka-Bracław.
W końcu maja oddziały sowieckie na Ukrainie przeszły do działań zaczepnych.

## Walczące wojska
| Jednostka                          | Dowódca                     | Podporządkowanie |
| Wojsko Polskie                     |                             |                  |
| ⇒ grupa „Wasylków”                 | ppłk Stefan Dąb-Biernacki   |                  |
| → 5 pułk piechoty Legionów         | mjr Jerzy Dobrodzicki       |                  |
| – II/ 5 pułku piechoty             | kpt. Stanisław Skwarczyński |                  |
| – 5/5 pułku piechoty Legionów      |                             |                  |
| – 6/5 pułku piechoty Legionów      |                             |                  |
| – pl km/ 3 pułku strzelców konnych |                             |                  |
| – 9/ 1 pułku artylerii polowej     | por. Edward Zimmer          |                  |
| Armia Czerwona                     |                             |                  |
| ⇒ międzynarodowy pułk strzelców    |                             |                  |
| ⇒ oddział czerwonych komunistów    |                             |                  |
| ⇒ Flotylla Dnieprzańska            |                             |                  |

## Walki pod Witaszewem
22 maja 1920 dowódca 3 Armii gen. Edward Rydz-Śmigły utworzył grupę „Wasylków” w składzie: 5 pułk piechoty Legionów, III batalion 1 pułku piechoty Legionów, 3 pułk ułanów, III/1 pułku artylerii polowej Legionów i 2 bateria 1 pułku artylerii ciężkiej. Dowodzenie nad grupą objął ppłk Stefan Dąb-Biernacki. Grupa zluzowała odchodzące na północny odcinek frontu polsko-bolszewickiego oddziały 15 Dywizji Piechoty i ubezpieczała działania 3 Armii od południa w pasie od Brotnicz do Trypola. Przeciwnikiem grupy „Wasylków" i sąsiedniej grupy „Biała Cerkiew” były sowieckie brygady: 130 Bohuńska BS, 131 Taraszczańska BS, 132 Płastuńska BS i 2 Moskiewska BS.
Nocą z 27 na 28 maja na zachodni brzeg Dniepru przeprawił się doskonale wyposażony sowiecki międzynarodowy pułk strzelców i doborowy oddział czerwonych komunistów. O świcie sowieckie oddziały uderzyły na Witaszewo, bronione przez kompanię 5 pułku piechoty Legionów por. Adama Wojnara i 9 baterię 1 pułku artylerii polowej Legionów por. Edwarda  Zimmera, oraz na Stajki, bronione przez pluton 7/5 pp Leg.. Jednocześnie do zachodniego brzegu Dniepru podpłynęło 11 opancerzonych statków sowieckiej Flotylli Dnieprzańskiej, które otworzyły ogień na polskie stanowiska.
W pierwszym szturmie Sowieci opanowali Stajki, próbując jednocześnie obejść Witaszewo od południa. Kompania por. Wojnara wzmocniona 9 baterią artylerii broniła trzech wylotów wsi metodą pojedynczych plutonowych punktów oporu. Także poszczególne działony rozdzielone zostały równomiernie. Polska piechota parokrotnie odrzuciła ogniem gęste tyraliery czerwonoarmistów, a czwarte działo ostrzeliwało opancerzone statki na Dnieprze, uzyskując kilka trafień. Walka trwała 11 godzin. Około 16.00 Polakom zaczynało brakować amunicji. Przeciwnik, wyczuwając osłabienie ognia, rozpoczął nowe natarcie i wdarł się do wioski. W krytycznym położeniu z pomocą pododdziałom w Witaszewie przybył pluton ckm 3 pułku strzelców konnych z Trypola. Ogień maszynowy ze skrzydła załamał impet sowieckiego natarcia. Wykorzystały to kompanie 5 pp Leg. i ruszyły do kontrataku. Sowieci, w przekonaniu, że Polacy otrzymali znaczne posiłki, zaczęli w nieładzie ustępować.

## Bilans walk
Twarda obrona i śmiało przeprowadzony wszystkimi siłami i środkami manewr taktyczny pozwoliły odeprzeć znacznie silniejszego przeciwnika. W pościgu Polacy wzięli kilkudziesięciu jeńców, w tym komisarza oddziału. Na polu walki pozostało przeszło stu poległych czerwonoarmistów, a wśród nich dowódca atakującej grupy. Uszkodzone zostało kilka okrętów Flotylli Dnieprzańskiej. Straty polskie wyniosły kilkunastu poległych i rannych.
Kilka dni później oddziały grupy „Wasylków” wzięły udział w wypadzie na Olszanicę.